# Пилемен (сын Никомеда III)
Пилемен (др.-греч. Πυλαιμένης) — известный под этим тронным именем правитель Пафлагонии в конце II века — начале I века до н. э.

## Биография
Настоящее имя Пилемена исторические источники не называют. Его отцом был вифинский царь Никомед III Эвергет. В конце II века до н. э. Никомед и его союзник, правитель Понта Митридат VI, по свидетельству Юстина, захватили и разделили между собой земли Пафлагонии. В античной историографии не сообщается о территориальных приобретениях Никомеда в результате этой политической акции. По мнению К. Штробеля, к Вифинии отошли внутренние районы западной Пафлагонии (Тимонитида, область Газаторикса, Мармолитида, Санисена и Потамия), на которое вифинские цари претендовали ещё со времён правления Зиэла. По замечанию О. Л. Габелко, видимо, детали раздела были обговорены между союзниками заранее. Узнав о произошедших событиях, римляне, занятые на своих западных границах, направили в Малую Азию посольство с требованием «вернуть народу пафлагонскому его прежнее положение». Однако малоазийские правители не намеревались расставаться со своими приобретениями. В целях легитимизации своих действий Никомед, дав своему сыну династическое имя пафлагонских царей «Пилемен», возвёл его на престол Пафлагонии.
Т. Рейнак считал, что Пилеменом называли Сократа Хреста, рождённого от связи Никомеда с конкубиной. Однако о Пилемене сообщается и при описании событий начала Первой Митридатовой войны (89—85 годы до н. э.), когда Сократ Хрест уже умер. По всей видимости, у Никомеда III кроме Никомеда IV и Сократа Хреста был ещё один сын.
Как считает О. Л. Габелко, возможно, сами пафлагонцы, не желая лишаться царской власти, выразили желание, чтобы Пилемен занимал престол. Так как Пилемен, скорее всего, сразу отбыл в Пафлагонию после её покорения, то он не участвовал в династической борьбе, развернувшейся в Вифинии после смерти Никомеда III. Во время своего правления Пилемен неизменно оказывал поддержку Никомеду IV в его борьбе с Митридатом. В итоге понтийский царь лишил Пилемена престола, и тот, по всей видимости, погиб.
Сыновьями Пилемена, согласно Евтропию, были Пилемен Младший и Аттал Эпифан. После поражения Митридата полководец Суллы Курион передал Пафлагонию Никомеду IV, возвратившему, в свою очередь, страну своим племянникам как «отеческую державу». По мнению О. Л. Габелко, таким образом, Никомед воздал должное своему умершему брату за его роль в совместной борьбе с понтийцами. Примечательно, что в Риме, по сути, отказались от своей прежней позиции, направленной на устранение вифинского контроля над Пафлагонией. В 74 году до н. э. сыновья Пилемена были изгнаны Митридатом, а через десять лет возвращены при участии Помпея Великого во время территориальных преобразований в Азии. После их смерти правителем Пафлагонии около 40 года до н. э. стал галатский тетрарх Кастор.